# Artemisa
Artemisa ist ein Municipio und eine Stadt in Kuba sowie Hauptstadt der gleichnamigen Provinz Artemisa. Bis 2010 war das Municipio Teil der aufgelösten Provinz La Habana. In dem Municipio leben 82.873 Menschen, davon 23.743 in ländlichen Gebieten, was einem Urbanisierungsgrad von 71,4 Prozent entspricht.

## Gliederung
Artemisa ist gegliedert in 11 Stadtteile: Cañas, Capellanías, Cayajabos, Dolores Uno, Dolores Dos, Guanímar, Mojanga, Pijirigua, Puerta de la Güira, Rural, Urbano und Virtudes. 
Artemisa gehörte bis 1976 zur Provinz Pinar del Río. Seit 1. Januar 2011 ist Artemisa Hauptstadt der neu gebildeten gleichnamigen Provinz Artemisa.

## Persönlichkeiten

### Söhne und Töchter der Stadt
- Albertina Escher (≈1842 – n. 1891), freigelassene Sklavin
- Salvador Massip Valdés (1891–1978), Geograph und Diplomat
- Ramiro Valdés (* 1932), Politiker und Militär
- Alfredo Felipe Fuentes (1949–2025), unabhängiger Journalist, Autor und Dissident
- Arturo Sandoval (* 1949),  kubanisch-amerikanischer Jazz- und Fusionmusiker
- Daymaro Salina (* 1987), kubanisch-portugiesischer Handballspieler
- Orlando Ortega (* 1991), kubanisch-spanischer Leichtathlet
- Lidiannis Echeverria Benitez (* 1996), Beachvolleyballspielerin

### Weitere Persönlichkeiten
- Friedrich Ludwig Escher (1779–1845), Schweizer Kaufmann sowie Plantagenbesitzer und Sklavenhalter
- Cornelio Souchay (1784–1837), Gründer der Kaffeeplantage Angerona
- Úrsula Lambert (≈1790–1860), Managerin der Kaffeeplantage Angerona